# 小島千明
小島 千明（こじま ちあき、9月8日 - ）は、日本のタレント。
滋賀県出身(京都府生まれ、滋賀県育ち)。東京都、大阪府、滋賀県、愛知県を中心に各地で活動中。
ライブ配信アプリ「SHOWROOM」ではトップライバーとして活躍中。

## 来歴
- 某化粧会社でメイクアップアーティストとして勤務。
- 成田空港で、ANAグランドスタッフとして勤務。
- 某一流企業で受付嬢として勤務。
- 2017年9月18日 - SHOWROOMで配信開始。
- 2018年9月16日 - SHOWROOMにて初料理配信（オムライス＆チーズドッグ）
- 2018年11月21日～23日 - 台湾モデルブック撮影。
- 2018年12月13日 - SHOWROOM AWARD 2018に参加。
- 2019年6月23日 - イガリシノブさんのメイクショーで、憧れのイガリシノブさんと対面し、会話を交わす。
- 2019年6月26日 - SHOWROOM感謝祭2019に参加。
- 2019年7月28日 - MEZZZA LUNA🌙で、初単独オフ会開催
- 2019年12月19日 - SHOWROOM AWARD 2019に参加。
- 2020年9月25日 - スタースカウト総選挙[1]総演出で、冠ロケ配信「こじちあ街ぶら in 難波」が実現。
- 2021年12月某日 - おでかけmoa専属モデル「moaガール」就任[2]
- 2021年12月28日 - SHOWROOM AWARD 2021[3]で、イベント参加数・配信時間などの功績を称えられ、年間特別賞「配信継続賞」を受賞。
- 2022年3月26日 - BS松竹東急開局。エンタメ情報ステーション「土曜のトオルとカヲル」レギュラーリポーター就任。
- 2022年4月28日 - 「滋賀を語って、滋賀に関心を」を番組ポリシーとするびわモニで、毎週木曜日レギュラー就任。
- 2022年8月12日 - 初の水着写真集「こじちあsummer写真集」発売開始。
- 2022年8月25日 - びわモニ毎週木曜日レギュラー退任。
- 2022年8月31日 - おでかけmoa専属モデル「moaガール」離任。
- 2022年11月24日 - 活動拠点を東京に移すべく転居。
- 2023年5月4日 - FMふっかちゃん「木曜の夜は仲沢のあと小島千明でどうでしょう？」初ラジオパーソナリティ就任。
- 2023年6月19日 - 毎日配信2,100日達成。
- 2023年6月24日 - 土曜のトオルとカヲル」レギュラーリポーター退任。
- 2023年7月23日 - 初のセルフプロデュースによる東京オフ会開催。

## 人物
- 月星座：獅子座
- 太陽星座：乙女座
- 好きな食べ物：チョコレート、オムライス、チキンドリア、明太子、お肉（鶏肉）、魚
- 嫌い/苦手な食べ物：玉葱、ネギ(一部例外あり)、からし、ワサビ
- 趣味：ご当地グルメ巡り、綺麗な景観を見る、本屋巡り、セルフジェルネイル
- 特技：空手(高校時代インターハイ出場)、占星術、オラクルカード占い(オラクルカードリーディング歴：5年)、メイク
- 信念：「みんなの元気や笑顔の源になりたい！」「応援してくれる方に楽しんでもらいたい！」「一緒に楽しい時間を過ごす♪」がモットー。
- ルーム名由来：「いつもみんなで楽しく笑っていて、笑いの絶えない楽しいルーム」という意味で、SHOWROOMの『SHOW』と『笑(しょう)』をかけて誕生♪
- 目標：応援してくれているみんなはあたしの財産であり誇りです！支え励まし応援してくれるみんなへ恩返しができるよう頑張る！夢を叶えます！

## 主な出演
SHOWROOMの特典については[SR]と付記。

### テレビ
- ビーバップハイヒール「ハテナの自由研究～真実を見抜け！リアル女子並べ～」（2018年6月7日、ABC朝日放送）
- レアシュガークッキング　アンバサダー（2018年9月6日、9月20日、サンテレビ）[4][SR][5]
- スタンダップ〈フードソニック2019in中之島〉（2019年5月2日、ABC朝日放送）
- Kawaii JAPAN-da!!　Beautyコーナー4週連続出演（2019年8月8日～8月29日、毎日放送）[SR][6]
- 道玄坂コネクション[7]　第3話、第6話（2019年10月22日、11月12日、テレビ東京）[SR][8][9]
- ジョシ♡ばな　準レギュラー（2020年5月9日～2022年4月30日、名古屋テレビ-メ～テレ-）[SR][10]
- しりたい嬢[11]　レギュラー（2020年12月1日～2022年28日、名古屋テレビ-メ～テレ-）[SR]
- 九州発！プラスで極うまグルメ！～ご当地調味料でバズレシピ？!～[12]（2021年1月23日、KKB鹿児島放送）[SR][13]チョーコー醤油の金蝶ソースを紹介
- 田舎に移住したら幸せでした。[14]（2021年3月20日、RSK山陽放送）[SR][15]
- ずくだせテレビ生出演（2021年4月7日、SBC信越放送）
- 勇さんのびわ湖カンパニー（2021年12月3日、BBBCびわ湖放送）
- エンタメ情報ステーション「土曜のトオルとカヲル[16]」レギュラーリポーター（2022年5月28日、BS松竹東急）[SR][17]ZUKAN MUSEUM GINZA
- ユーストン発！びわモニ～滋賀ニュースJAM～[18]　木曜日レギュラー（2022年4月28日 ～ 2022年8月25日、びわモニチャンネル）
- ふとしたところに芸能人がいるってよ[19]（2022年9月17日、テレビ愛媛）[SR][20]労研饅頭、10FACTORY[21]、鍋焼うどん「ことり」

### ラジオ
- ホンマルラジオあいち『きゃりあんナイト』[22]（2020年8月6日、愛知）
- VS島田秀平！アイドルとお怪談めぐり（2021年3月26日、SBCラジオ）[SR][23]
- 島田秀平 あなたの恋、チョコっと占っちゃいますか？（2022年2月14日、SBCラジオ）[SR][24]
- 木曜の夜は仲沢のあと小島千明でどうでしょう？（2023年5月4日～、FMふっかちゃん)

### Web CM
- アパレルブランド「ビースリー」[25]（2018年1月）
- PiTaPa（2018年10月4日）

### 広告＆紹介動画
- 渋谷駅B4Fコンコース特大看板掲載（2018年7月23日～29日、東京都）[SR][26]
- 福岡駅構内広告看板掲載（2018年12月3日～12月9日、福岡県）
- 大阪心斎橋OPAビジョン（2018年12月～2019年1月放映、大阪府）[SR][27]
- 全国紙読売新聞広告掲載（2019年3月30日）[SR][28]
- 道頓堀大型ビジョン-トンボリステーション-（2019年10月25日～31日、大阪）[SR][29]

### イベント
- 心と身体の癒しfes. in 堺市（2021年2月21日、堺市産業復興センター）特別Guest出演（占星術、オラクリカードリーディング）
- 心と身体の癒しfes. in 平野（2021年6月27日、公益財団法人 平野区画整理記念会館）特別Guest出演（占星術、オラクリカードリーディング）
- おいもフェス SHIZUOKA 2023（2023年2月18日、駿府城公園）初代公式リポーター［SR］[30]

### モデル
- レディースアパレルショップ「.sist」[31]公式モデル就任（2021年7月中旬～10月中旬）[SR][32]

### イメージガール
- john master organics [33]名古屋アンバサダー就任（2019年9月21日）[SR][34]
- 九州焼肉てにをは　初代イメージガール就任（2019年10月1日～12月31日）[SR][35]
- 上等カレー　秋葉原店、飯田橋店 合同イメージガール就任（2023年7月3日～10月8日）[SR][36]
- アダムズオーサムパイ　イメージガール就任（2023年7月8日～10月8日）[SR][37]
- 亀山温泉　公式アンバサダー’23秋 就任（2023年～）[SR][38]

### MC
- TPS主催「TP-LIVE 西日本 vol.1」（2018年9月1日、
- FOOD SONIC 2019 in 中之島（2019年5月2日、大阪）ザ・ギースさんとの共演で、特設ステージMC＆食レポ [SR][39]
- TPS主催「TP LIVE WEST ARTIST ver.」（2019年5月25日、心斎橋）

### 舞台＆ミュージカル
- 阪本知プロデュース公演「密会-Rebuild-[40]」（2019年5月17日～5月19日、大阪、大阪HEP HALL）大竹野正典没後10年記念企画公演
- 白石拓也、梅田彩佳主演「絵のない絵本」[41]（2020年2月29日～3月1日、大阪、松下IMPホール）第5話「施設で働く女マリア役」、第7話「ノイラー役」

### 映画
- Revive by TOKYO24（2019年公開）[SR][42]

### 雑誌掲載
- 大人の愛されヘアカタログ[43]（2019年7月13日発行）
- 月刊ゴルフ雑誌「ワッグル」[44]9月号（2019年7月20日発行）[SR][45]
- 滋賀県情報誌フリーペーパー「パリッシュ＋」[46]11月号（2021年11月発行）
- WEBマガジン＆フリーペーパー「おでかけmoa」[47]21年12月号～22年8月号（2021年11月22日 ～ 2022年7月25日発行）[SR][48]